# Paul Fontbonne
Paul Fontbonne est un membre des services de renseignement extérieur français (Service de documentation extérieure et de contre-espionnage (SDECE) puis de la Direction générale de la Sécurité extérieure (DGSE). 
Après un séjour en Libye, il devient chef de poste à Khartoum, avant de devenir conseiller spécial du président tchadien Idriss Déby au début des années 1990, dont il aurait accompagné la prise de pouvoir.
Surnommé Monsieur Paul, son rôle au Tchad dans les années qui suivirent est longuement décrit dans l'ouvrage de Pierre Darcourt, Le Tchad, 15 ans après : Hissène Habré, la Libye et le pétrole, Éditions Grandcher.